# Гигантски Магеланов телескоп
Гигантски Магеланов телескоп (енгл. Giant Magellan Telescope), или скраћено ГМТ, је земаљски изузетно велики телескоп који је тренутно у изградњи, и чији се завршетак планира за 2024. годину. Биће састављен из седам засебних огледала, од којих ће свако имати пречник 8,4 метра, која ће заједно имати резолуцију телескопа од 24,5 m и имаће површину еквивалентну телескопу од 22 метра (што је око 368 m2). ГМТ ће прикупљати 5–10 пута више светла до телескопа који су данас оперативни. За сада су изливена четири огледала и врше се припреме за почетак конструкције на планинском врху на којем ће се телескоп налазити. Када буде завршен, телескоп ће чинити укупно седам примарних огледала, али научне задатке може да обавља већ са четири огледала. Прва научна посматрања планирана су за 2021. годину са четири огледала, док ће свих седам бити оперативно до краја 2024. године.

## Локација
Локација Гигантског Магелановог телескопа биће Лас Кампанас опсерваторија, на којој се налазе и Магеланови телескопи, око 115 km североисточно од града Серена у Чилеу. Као и код одабира локације за изградњу претходних великих телескопа, и у овом случају локација је изабрана због изванредне астрономске видљивости и ведрог неба (повољног времена) током већег дела године. Уз то, због мале густине насељености, односно малог броја градова у околини, ноћно небо у овом делу пустиње Атакама не само да је ослобођено загађења ваздуха, већ и светлосног загађења, што ову локацију чини једним од најбољих места на свету за дугорочна астрономска посматрања. Први радови на локацији почели су 23. марта 2012. године отпуцавањем камена помоћу експлозива како би се направила зараван на врху.

## Примарна огледала
Телескоп ће користити седам највећих светских огледала изливених из једног комада стакла која ће заједно бити коришћена као једно велико примарно огледало. Пречник сваког од ових огледала је 8,417 m. Једно огледало биће смештено у средини, док ће осталих шест бити поређано симетрично у круг око њега (види доњу слику, ГМТ је горе лево од кошаркашког терена). Прецизно изливање и постављање огледала биће велики технолошки и грађевински изазов, јер ће огледала бити постављена симетрично око једног централног, али ће у исто време сва она заједно формирати криву како би се светлост прикупљена са сваког од њих фокусирала на само једно секундарно огледало. Уз то, свако огледало ће након ливења проћи кроз процес обраде и полирања, и свако има засебне спецификације, тако да мада на први поглед могу деловати идентично, свако ће у ствари бити уникатно (закривљење површине сваког огледала разликоваће се за по неколико нанометара).
Огледала ће конструисати Лабораторија за огледала Опсерваторије Стјуард, која је део Универзитета у Аризони. Изливање првог огледала, у ротирајућој пећи, завршено је 3. новембра 2005. године, али је машинска обрада и полирање трајало више од шест и по година све до изливања другог огледала, 14. јануара 2012. године. Треће огледало изливено је у августу 2013. године. Након изливања, свако огледало мора да одстоји шест месеци како би се охладило у контролисаним условима. Материјал за изливање четвртог огледала је набављен, и очекује се да оно буде изливено крајем 2014. године. За изливање сваког огледала потребно је 20 тона боросиликатног стакла типа Е6, које производи корпорација Охара из Јапана, а сам процес изливања траје 12–13 седмица (око три месеца).
Полирање првог огледала завршено је у новембру 2012. године. Пошто је ово једно од огледала које се налази у оси (једно од оних шест која се симетрично постављају око једног централног, које је у оси), било је потребно развити читав сет нових оптичких тестова и опреме у лабораторији како би се полирање одрадило што прецизније.
Планирано је да се направи укупно седам огледала која имају конфигурацију за место изван осе, тако да ће увек постојати једно резервно огледало које ће моћи да се користи приликом одржавања – свако од ових огледала мора се једном у 1–2 године преполирати, процес који траје 1–2 седмице, а пошто је свака ноћ астрономима драгоцена, овако неће бити паузе у посматрањима ноћног неба. Уз то, иако је телескоп дизајниран да ради са седам огледала, могуће је да врши астрономска посматрања и са само четири. Телескоп ће користити адаптивну оптику, која ће кориговати дисторзије при проласку светлости кроз атмосферу.
Научници очекују фотографије неба веома високе резолуције, јер је површина огледала далеко већа од свих телескопа који су данас у употреби, а уз то се користи и адаптивна оптика, тако да би те фотографије требало да буду боље чак и од оних које ће снимати свемирски телескоп Џејмс Веб (чије је лансирање заказано за 2018. годину), наследник телескопа Хабл.

## Оргнизације
Следеће организације су чланице конзорцијума који је задужен за развој, конструкцију и употребу телескопа:
- Опсерваторије Карнаги институције из Вашингтона
- Универзитет у Чикагу
- Универзитет Харвард
- Смитсонијан опсерваторија за астрофизику
- Тексас A&M универзитет
- Универзитет Аризоне
- Универзитет Тексаса у Остину
- Аустралијски национални универзитет
- Корејски институт за астрономију и свемирске науке
- Универзитет у Сао Паулу

Канцеларија Каранги опсерваторије у Пасадени је на паркингу који користе возила запослених осликала облик који показује величину ГМТ-а. Ова слика може се лако видети на сателитским фотографијама овде.

## Статус огледала
- Огледало 1 је изливено 2005.[9] Полирање завршено уз тачност од 19 нанометара.[18]
- Огледало 2 је изливено почетком 2012. Тренутно се ради на обради површине.[9]
- Огледало 3 је изливено у августу 2013.[9][10]
- Огледало 4 је изливено почетком 2015.

Прва четири огледала биће уграђена на телескоп до краја 2021. године, како би телескоп могао да почне са радом. Огледала 5, 6 и 7 биће уграђивана сваке године од тада, тако да би свих седам требало да буде уграђено до краја 2024. године, када ће телескоп достићи максимални капацитет.